# Inechi
Inechi war ein altägyptischer Bauleiter („Vorsteher der Bauarbeiten“), der etwa im Zeitraum um das Jahr 2300 v. Chr. tätig war.
Inechi gehörte während der Regierungszeit von Pharao Pepi I. einer Steinbruchexpedition ins Wadi Hammamat an, der neben ihm auch weitere hochrangige Bauleiter Altägyptens angehörten. Die Expedition ist dadurch überliefert, dass dazu im Wadi Hammamat ein Graffito gefunden wurde, welches unter anderem Inechi als Teilnehmer nennt. Genauere Details oder weitere Informationen sind zu seiner Person nicht überliefert.